# Ropica gardneri
Ropica gardneri là một loài bọ cánh cứng trong họ Cerambycidae.